# Station Nowosady
Station Nowosady is een spoorwegstation in de Poolse plaats Nowosady.